# Безмолвный охотник
«Безмолвный охотник» (англ. Silent Hunter), другое название — «Молчаливый охотник»  — фильм Фреда Уильямсона.

## Сюжет
Джим Парандин работает полицейским. Он едет на отдых в отпуск и берёт вместе с собой жену и дочь. Поддавшись уговорам жены он оставляет своё оружие дома. Во время отдыха происходит трагедия — машину Джима захватывают бандиты, которые только что ограбили банк. Бандитам удаётся уйти от полицейской погони. После этого они убивают жену и дочь Джима, а его самого сильно ранят.
После этой трагедии Джим уходит из полиции. Он поправляется от ранения и переезжает на другое место жительства — в глухое место на севере. Через некоторое время волей судьбы здесь же появляются бандиты, которые убили жену и дочь Джима. Они хотят продолжить свои тёмные дела и здесь. Но они ещё не знают, что за ними по их следу идёт молчаливый охотник, для которого они только добыча — Джим не забыл об убийстве своих родных и жаждет отомстить преступникам, его устроит только их смерть.